# Longipalpus visayanus
Longipalpus visayanus är en skalbaggsart som beskrevs av Tatsuya Niisato 1989. Longipalpus visayanus ingår i släktet Longipalpus och familjen långhorningar.
Artens utbredningsområde är Filippinerna. Inga underarter finns listade i Catalogue of Life.